# Desa Pungangan (administrativ by i Indonesien, lat -7,09, long 109,68)
Desa Pungangan är en administrativ by i Indonesien.   Den ligger i provinsen Jawa Tengah, i den västra delen av landet, 300 km öster om huvudstaden Jakarta.